# Col Pordoi
Le col Pordoi (Passo Pordoi en italien, Pordoijoch en allemand, Jouf de Pordoi en ladin) est situé dans les Dolomites, massif montagneux des Alpes italiennes. Situé entre le groupe du Sella au nord et le groupe de la Marmolada au sud, il relie le val di Fassa à la vallée du Cordevole. En outre, la frontière entre les régions italiennes du Trentin-Haut-Adige (province autonome de Trente) et de Vénétie (province de Belluno) passe par le col, s'élevant à 2 239 mètres d'altitude.

## Géographie

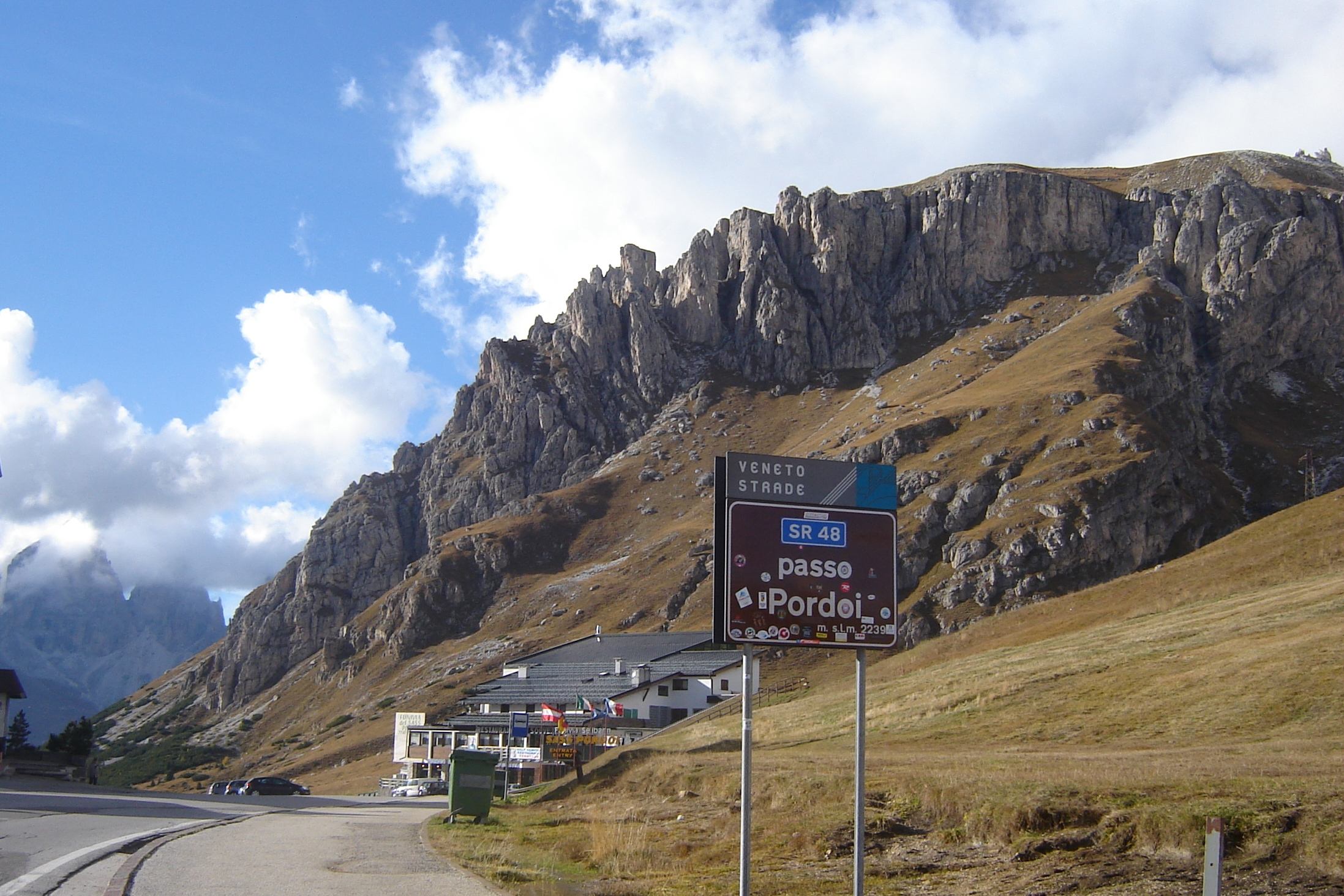
Le panneau du col.

Le col Pordoi relie Arabba, un hameau de la municipalité de Livinallongo del Col di Lana, dans la vallée de Cordevole (province de Belluno, Vénétie), à Canazei, une municipalité du val di Fassa dans la province de Trente. Le long de la descente vers Canazei, il est possible de rejoindre le col Sella en tournant à droite après 6,5 km et en montant sur 5,5 km.
L'Alta via no 2, qui part de Bressanone et atteint Feltre, traverse le col de Pordoi.
Le col constitue l'accès le plus rapide au groupe du Sella (dont la plus haute élévation est le Piz Boè, 3 152 m) au moyen du téléphérique produit par la société Hölzl et qui, d'une seule traite, atteint les 2 950 m d'altitude du Sass Pordoi, l'éperon le plus au sud du groupe du Sella. La station supérieure du téléphérique se situe sur la terrazza delle Dolomiti, littéralement la « terrasse des Dolomites », nommée ainsi pour le large panorama que l'endroit offre. Le refuge Forcella Pordoi se trouve à proximité.

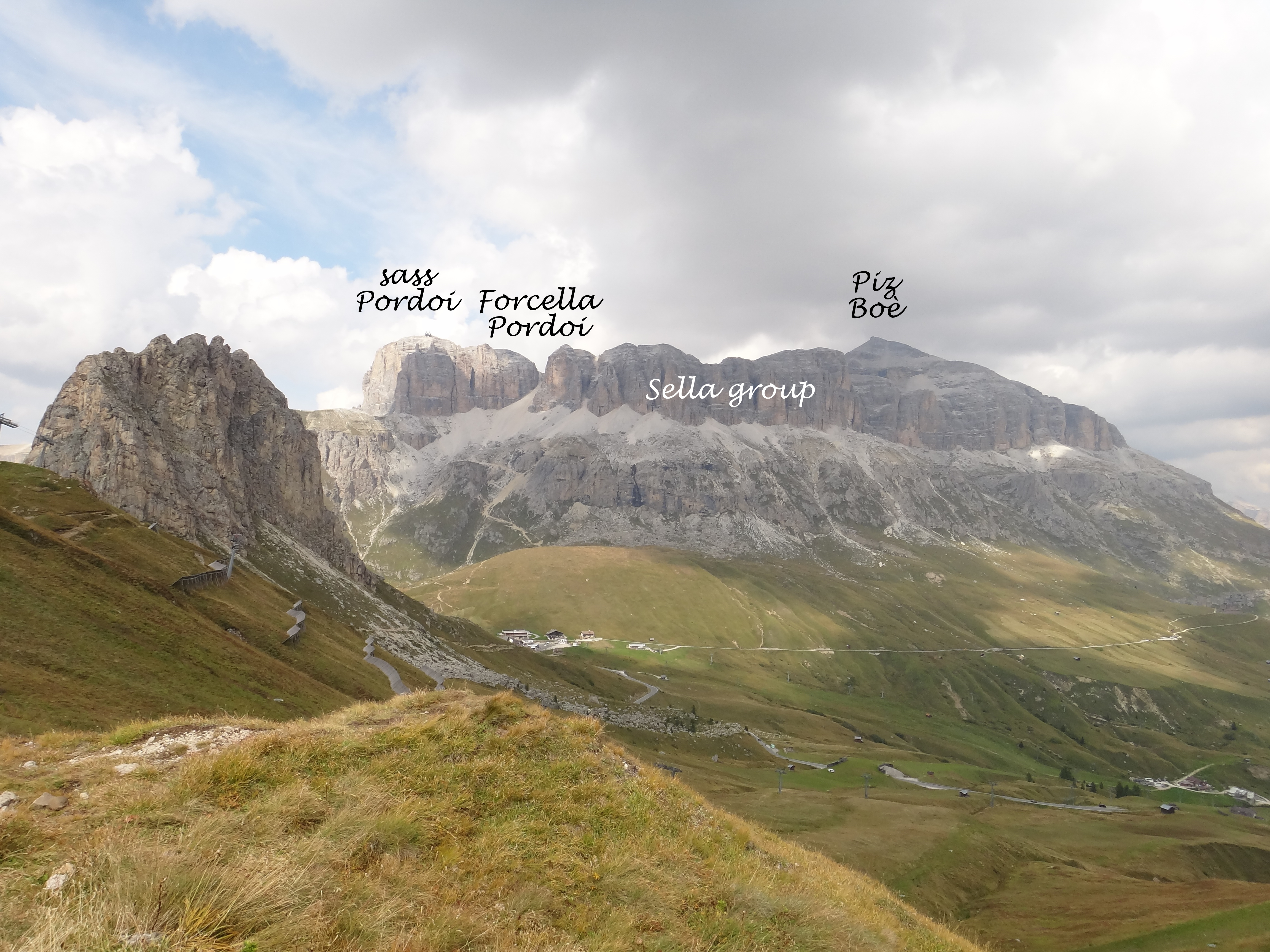
Vue sur le col Pordoi et le groupe du Sella.
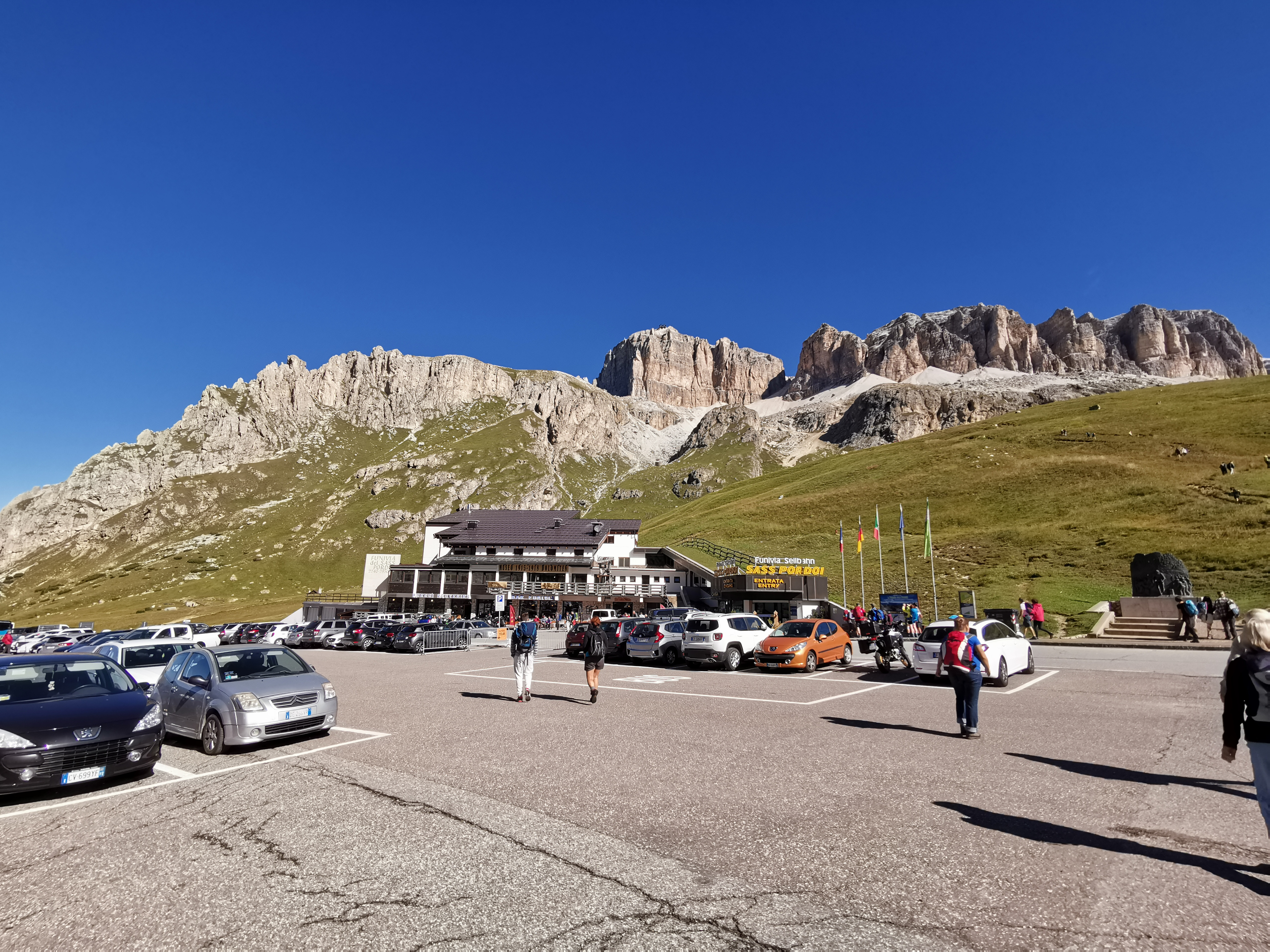
Le parking situé au col.
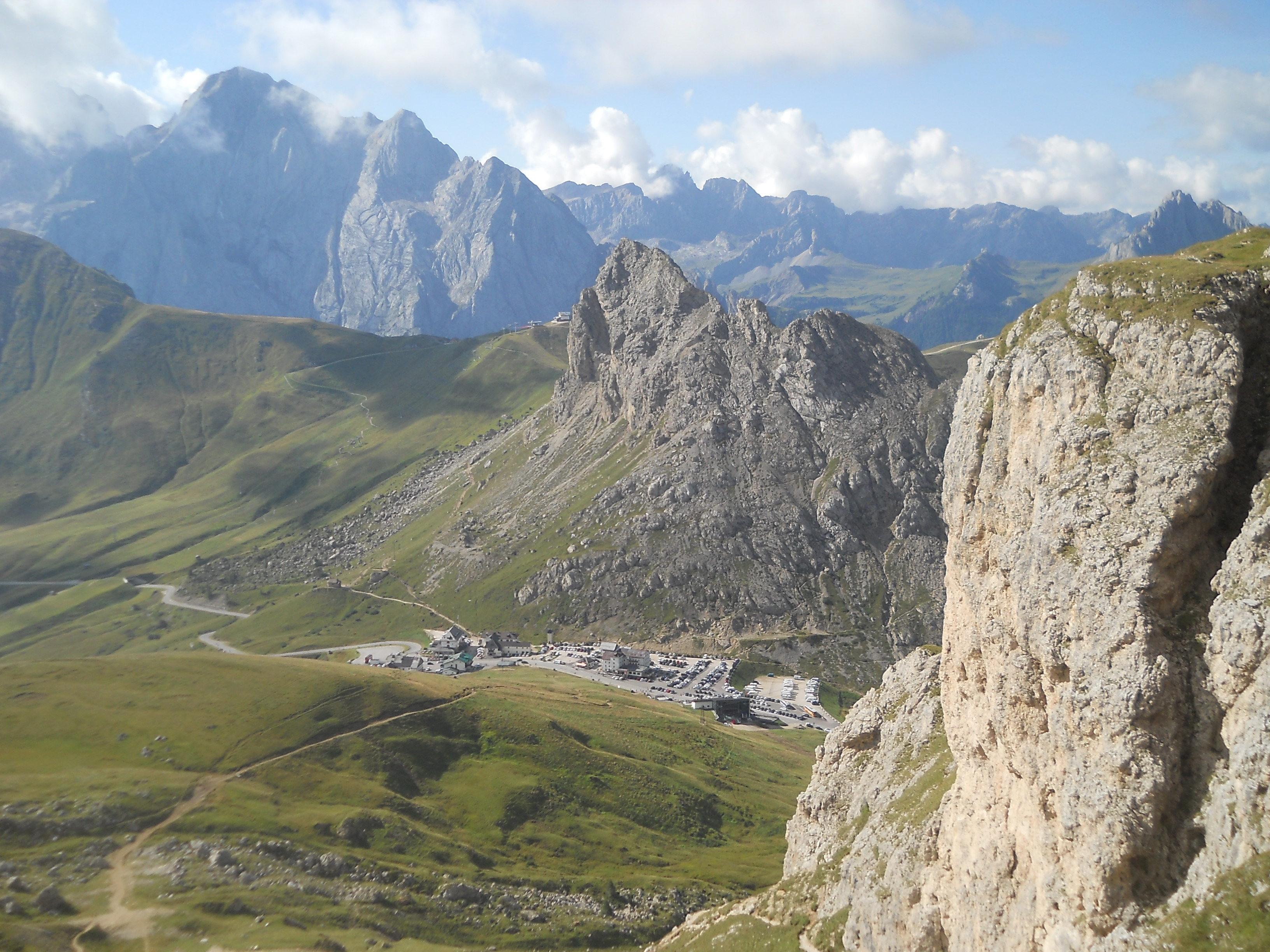
Vue sur le col depuis le chemin qui mène au sommet homonyme.
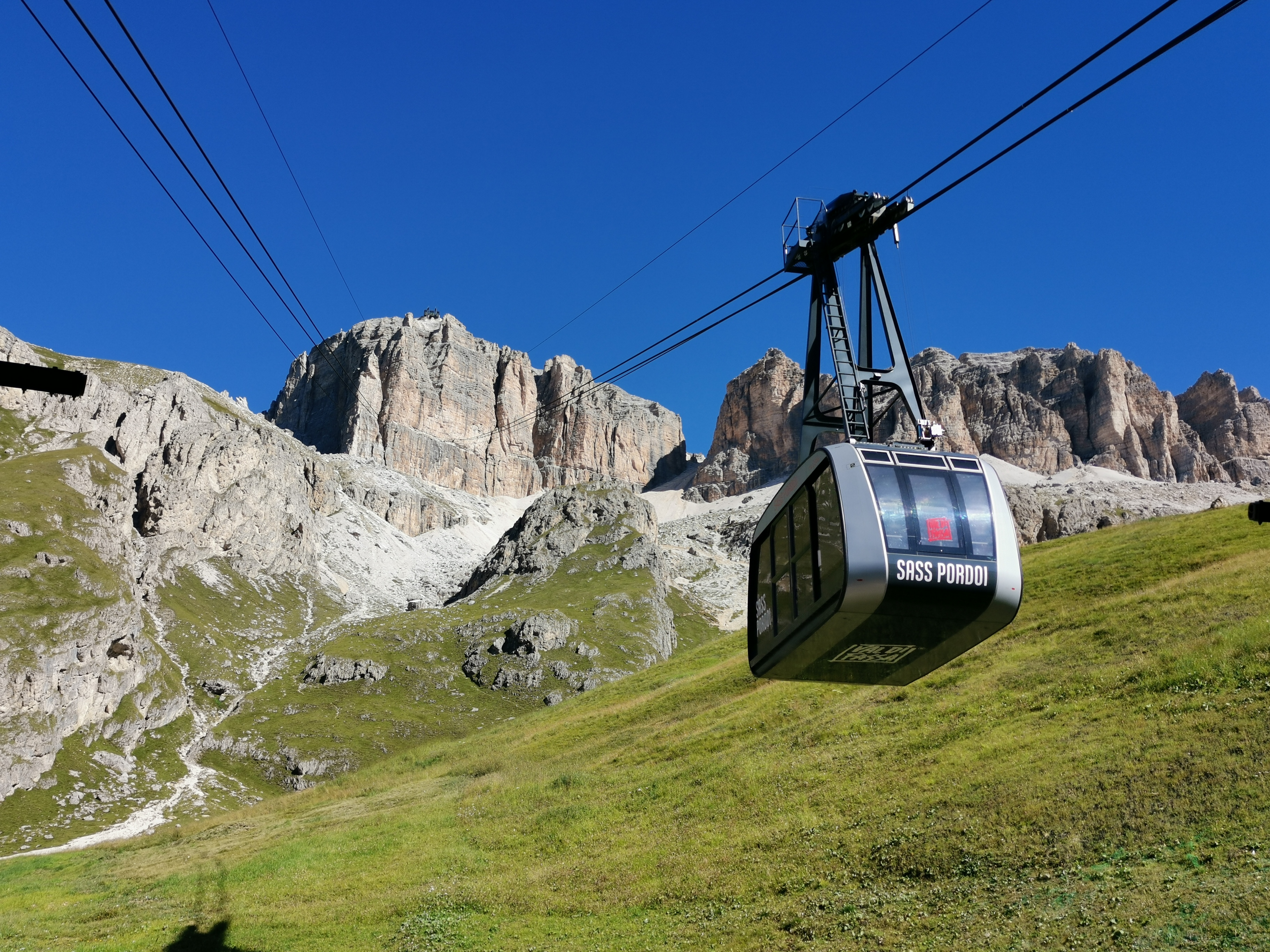
Le téléphérique du col Pordoi.
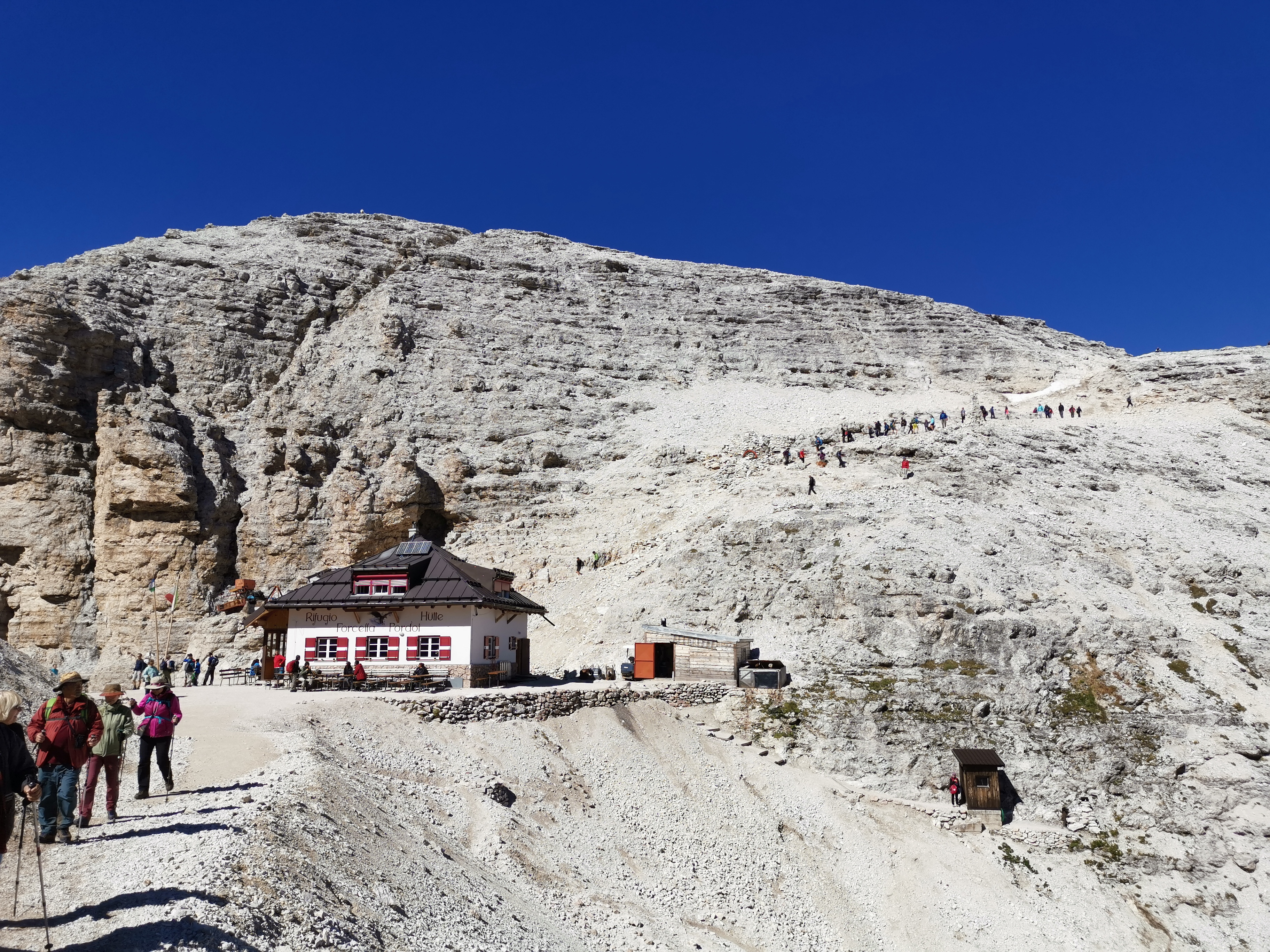
Le refuge Forcella Pordoi.

## Histoire

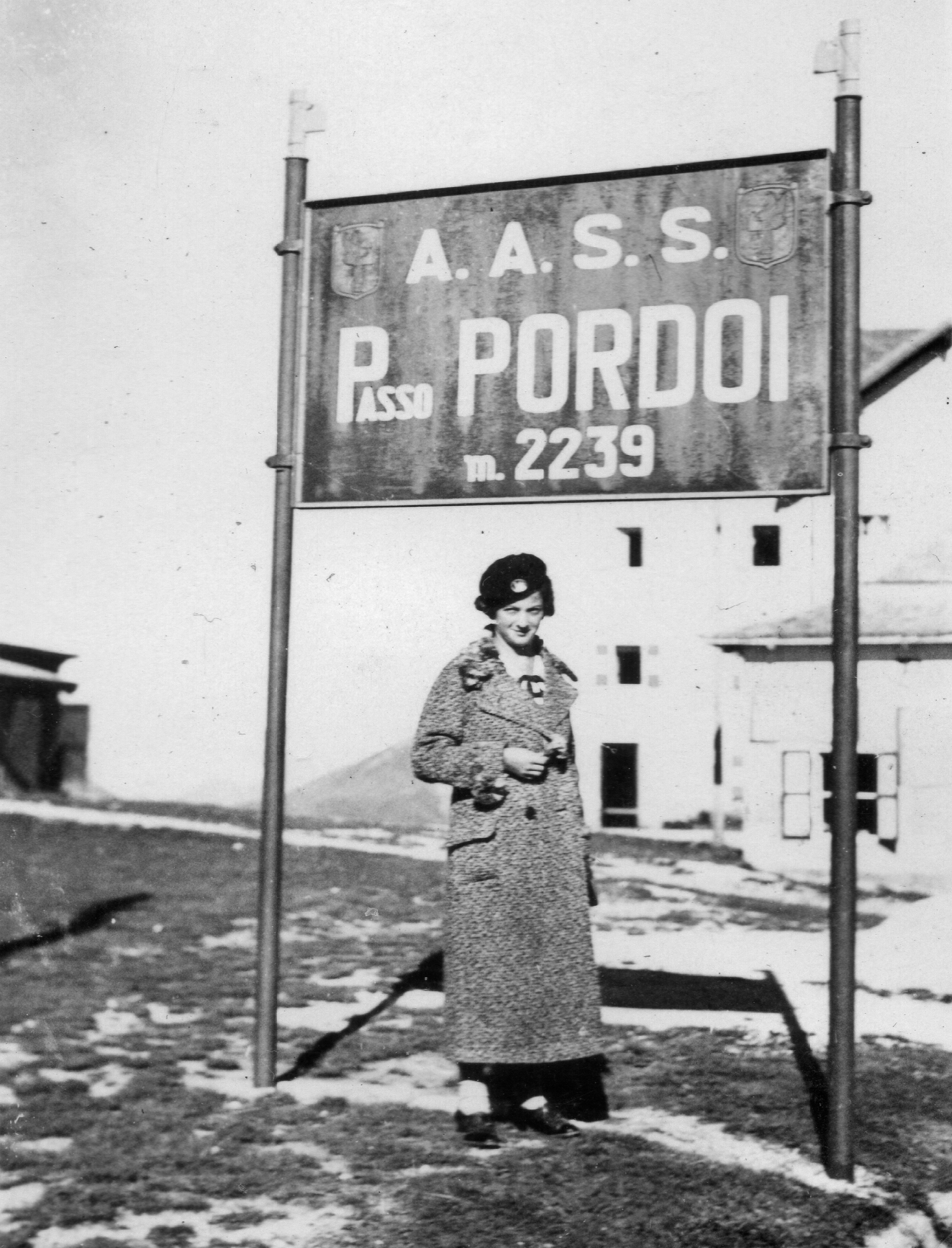
Panneau du col en 1935.

L'histoire du col Pordoi commence avec la construction de la route nationale 48 — dite route des Dolomites —, qui a commencé en 1901 et s'est achevée en 1909,. L'hôtel Savoia et l'hôtel Pordoi, où certaines des fresques du mouvement Art Nouveau sont conservées, ont été les premiers hôtels du col. Auparavant, il y avait déjà une cabane d'hébergement du Club alpin germano-autrichien de Mérano, construite et gérée par Maria Dezulian, une sœur de l'alpiniste Tita Piaz.
Cette première phase du développement du tourisme, rappelée par une pierre commémorative comportant les données techniques de la route des Dolomites, a été interrompue par la Première Guerre mondiale lorsque la zone à l'est du col de Pordoi est immédiatement devenue une zone de combats.
La région a connu un nouvel essor économique dans les années 1950 après la Seconde Guerre mondiale qui, contrairement à la Grande Guerre, n'a pas causé de dégâts majeurs au col Pordoi. En 1961, Maria Dezulian, appelée mare del Pordoi en ladin, a construit, avec son fils Francesco, le téléphérique de Sass Pordoi, l'un des premiers dans les Dolomites. Cet événement a été suivi par l'installation de nouveaux ascenseurs, sentiers de randonnée et via ferrata au col Sella. Les hôtels, occupés par les troupes de communication aérienne de la Wehrmacht allemande et les équipes de sécurité italiennes pendant la guerre, ont été rouverts, et de nouveaux logements, restaurants et boutiques de souvenirs ont vu le jour. En été, les concessionnaires de la région ont également installé leurs stands sur les parkings le long de la route du col. Le col Pordoi est le plus haut de la route des Dolomites et, surtout, offre un panorama pittoresque sur les Dolomites, notamment à l'est.

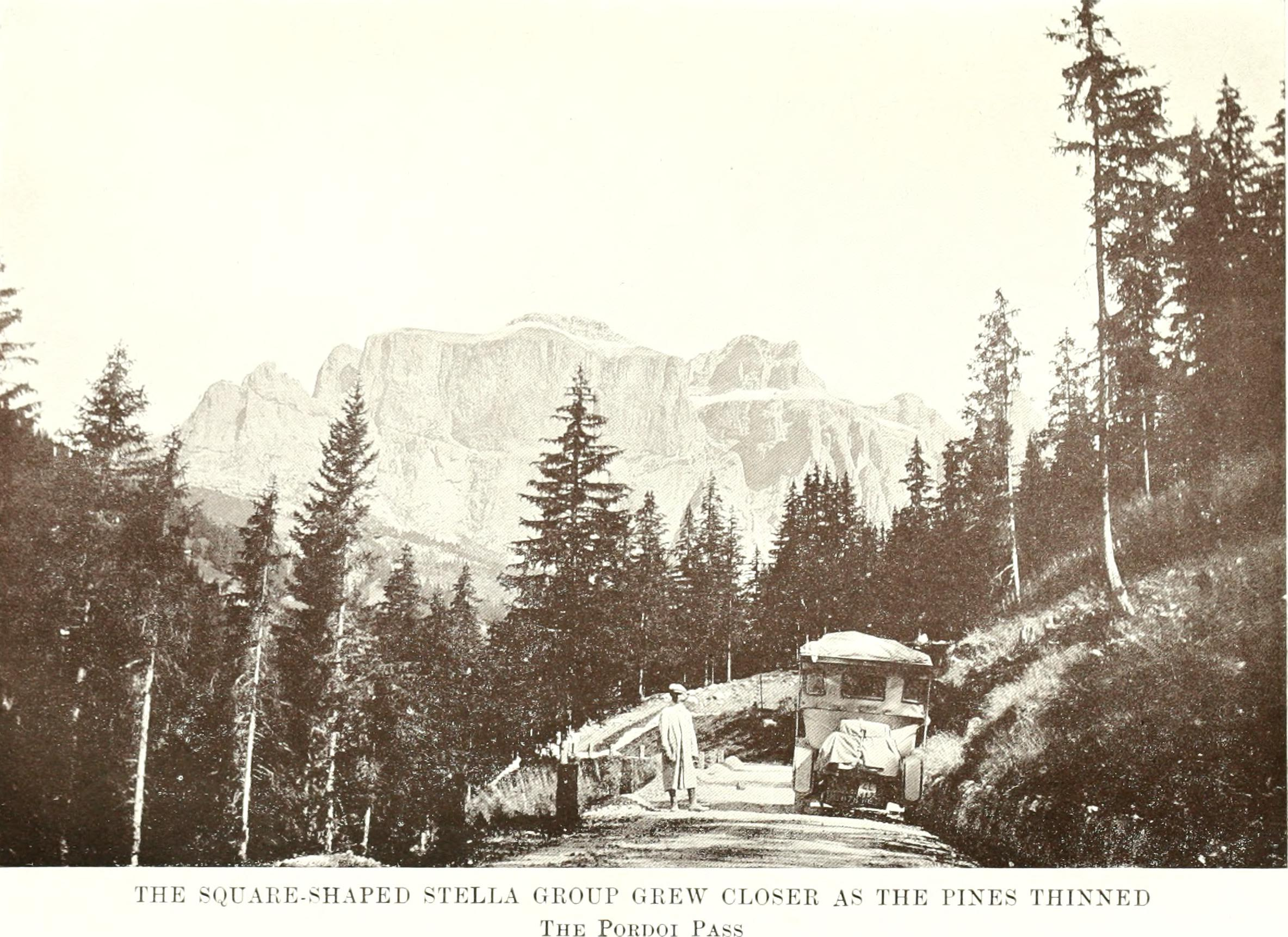
Une voiture montant au col Pordoi en 1908.
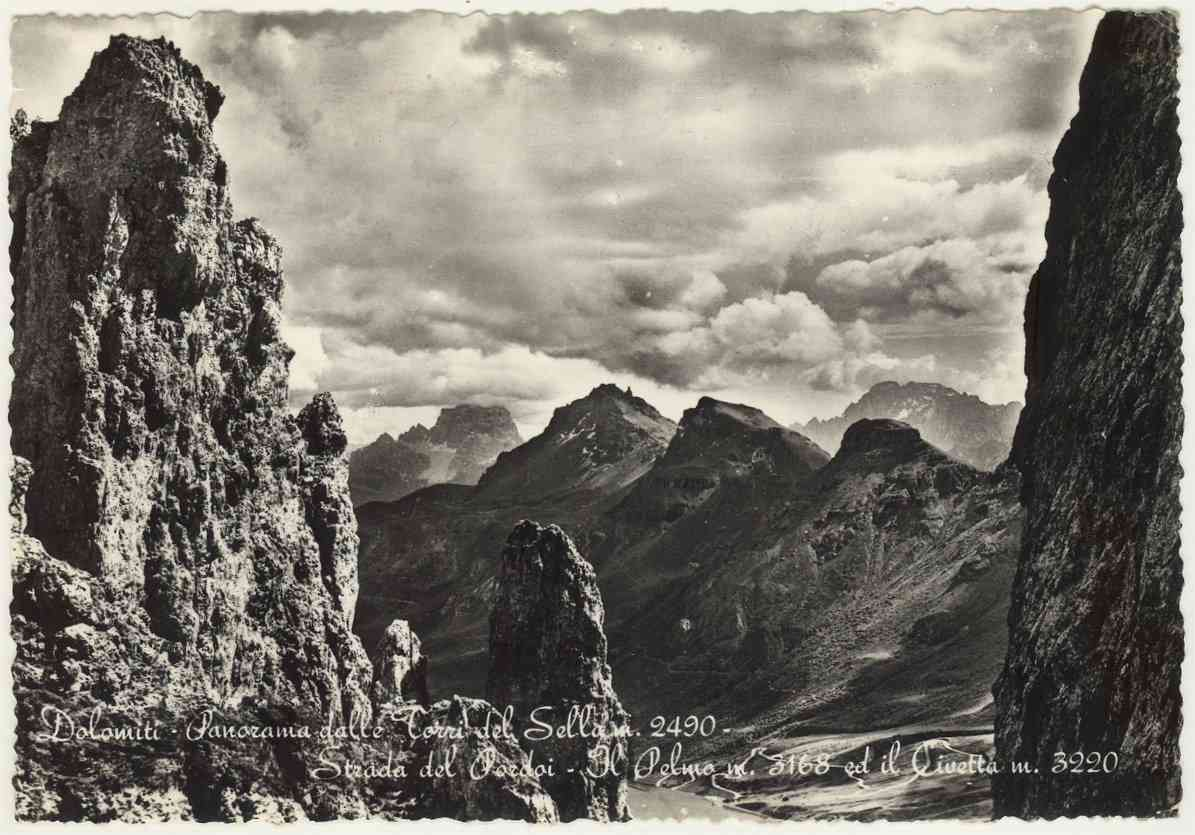
Carte postale de 1957 montrant la route du col Pordoi depuis les Torri del Sella.
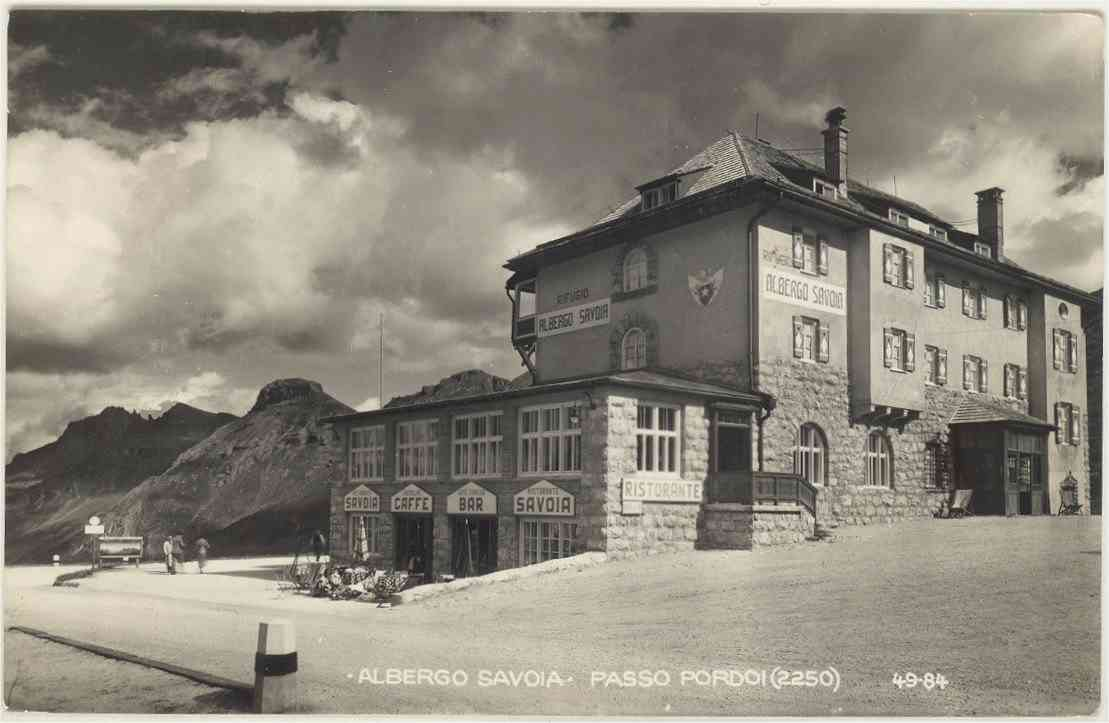
L'hôtel Savoia en 1955.
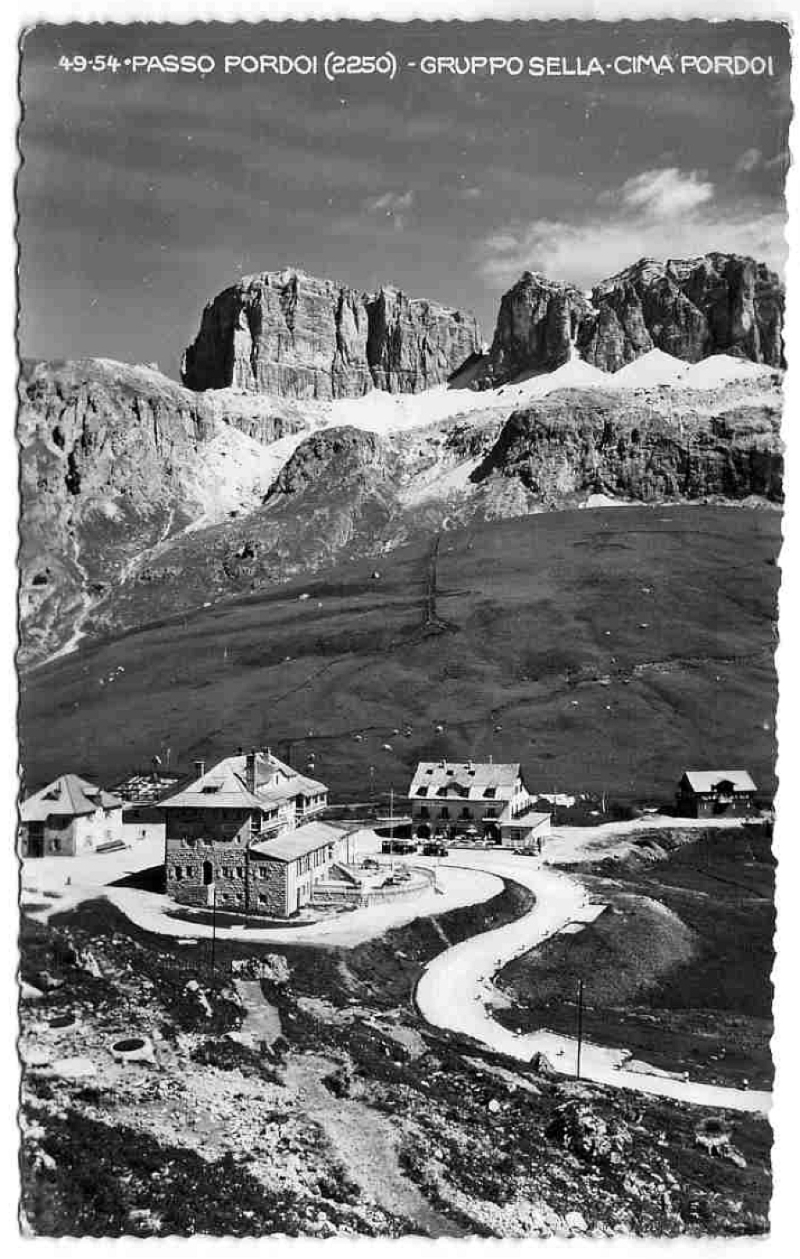
Carte postale du col Pordoi dans les années 1930.

## Activités

### Ski alpin
La région autour du col abrite de nombreuses stations de ski et des pistes faisant partie du domaine skiable de Dolomiti Superski.

### Alpinisme
Le Sass Pordoi, situé juste au nord du col, est célèbre dans la région pour ses voies d'escalade historiques, comme la Via Maria, ouverte par le guide Tita Piaz dans les années 1930.

### Cyclisme

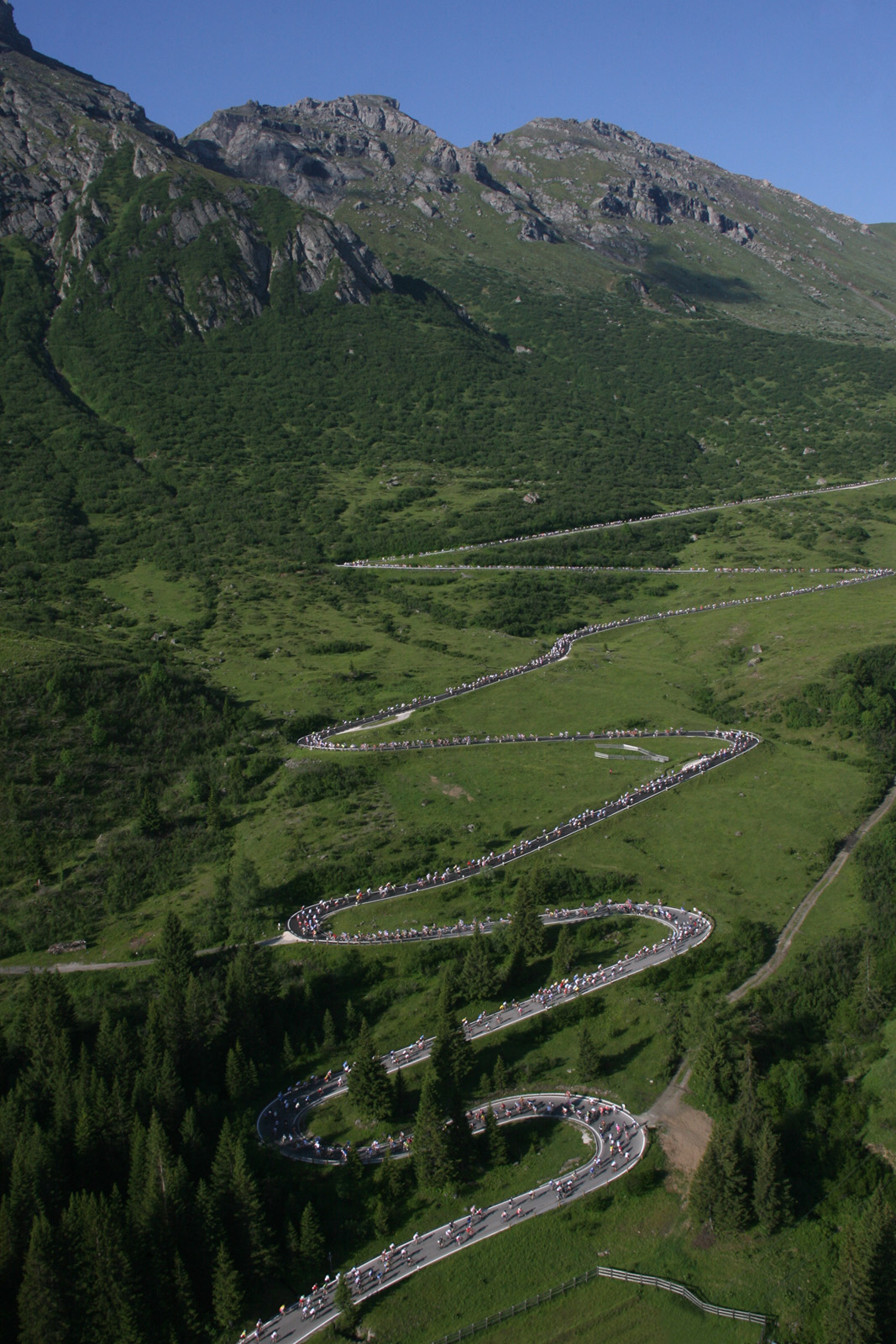
Les cyclistes montent le Pordoi du côté d'Arabba lors de l'édition 2008 du Marathon des Dolomites.

Bien qu'ayant des pentes de difficulté modérée (pente moyenne comprise entre 6 et 7 % des deux versants), il est réputé comme étant l'une des étapes incluses dans la Sellaronda et dans la course cycliste de Granfondo, le marathon des Dolomites.
Depuis 2006, il est également le théâtre du contre-la-montre amateur de l'AmaTour.

#### Tour d'Italie

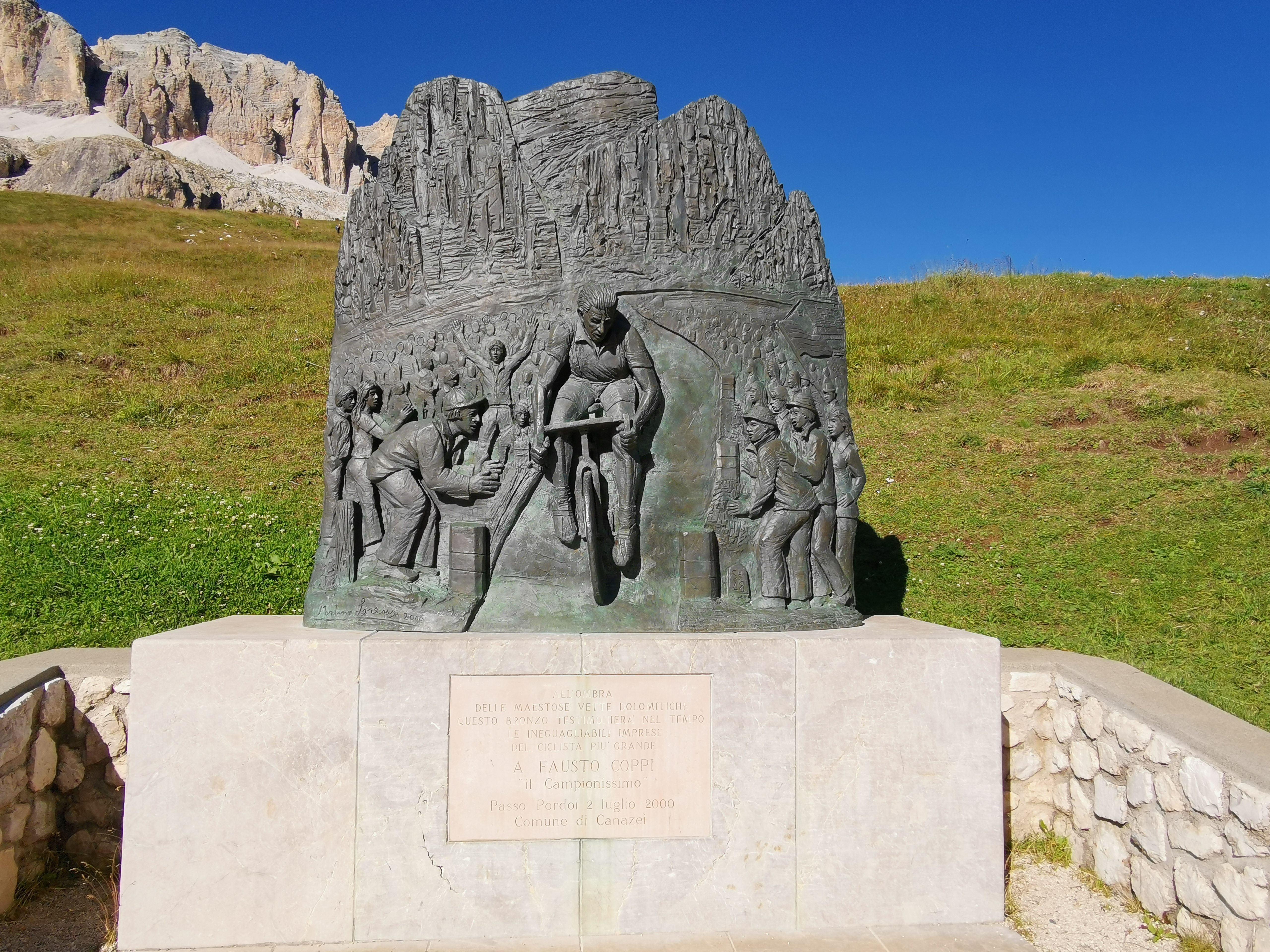
Mémorial du quintuple vainqueur du Giro Fausto Coppi (1919-1960).

Le Tour d'Italie intègre régulièrement le col dans son parcours avec les cols Sella, de Campolongo et Gardena, également situés dans le groupe du Sella.
Il est également entré dans la légende du Tour d'Italie puisque, depuis 1965, année de création de la Cima Coppi, il a été à 13 reprises le plus haut col du Giro, la dernière fois en 2002. Au col, se trouve un monument à la mémoire de Fausto Coppi. Le Tour d'Italie est passé 40 fois au col Pordoi :
| Année | Étape                                              | Premier au col                                                     | Ascension depuis                          |
| ----- | -------------------------------------------------- | ------------------------------------------------------------------ | ----------------------------------------- |
| 1940  | 17e : Pieve di Cadore > Ortisei                    | Gino Bartali                                                       | Arabba                                    |
| 1947  | 17e : Pieve di Cadore > Trente                     | Fausto Coppi                                                       | Arabba                                    |
| 1948  | 17e : Cortina d'Ampezzo > Trente                   | Fausto Coppi                                                       | Arabba                                    |
| 1949  | 11e : Bassano del Grappa > Bolzano                 | Fausto Coppi                                                       | Canazei                                   |
| 1950  | 9e : Vicence > Bolzano                             | Jean Robic                                                         | Canazei                                   |
| 1952  | 11e : Venise > Bolzano                             | Fausto Coppi                                                       | Arabba                                    |
| 1953  | 19e : Auronzo di Cadore > Bolzano                  | Hugo Koblet                                                        | Arabba                                    |
| 1954  | 20e : San Martino di Castrozza > Bolzano           | Fausto Coppi                                                       | Canazei                                   |
| 1955  | 19e : Cortina d'Ampezzo > Trente                   | José Serra Gil                                                     | Arabba                                    |
| 1958  | 17e : Levico Terme > Bolzano                       | Jean Brankart                                                      | Canazei                                   |
| 1961  | 19e : Vittorio Veneto > Trente                     | Vito Taccone                                                       | Arabba                                    |
| 1966  | 20e : Moena > Belluno                              | Franco Bitossi                                                     | Canazei                                   |
| 1967  | 20e : Cortina d'Ampezzo > Trente                   | Aurelio González                                                   | Arabba                                    |
| 1970  | 20e : Dobbiaco > Bolzano                           | Luciano Armani                                                     | Arabba                                    |
| 1971  | 20e : Lienz > Falcade                              | Marino Basso                                                       | Arabba                                    |
| 1975  | 20e : Pordenone > Alleghe                          | Francisco Galdós                                                   | Canazei                                   |
| 1977  | 17e : Conegliano > Cortina d'Ampezzo (Col Drusciè) | Ueli Sutter                                                        | Canazei                                   |
| 1979  | 17e : Pieve di Cadore > Trente                     | Leonardo Natale                                                    | Arabba                                    |
| 1983  | 20e : Selva di Val Gardena > Arabba                | Marino Lejarreta                                                   | Arabba                                    |
| 1984  | 20e : Selva di Val Gardena > Arabba                | Laurent Fignon                                                     | Arabba                                    |
| 1986  | 21e : Bassano del Grappa > Bolzano                 | Pedro Muñoz                                                        | Canazei                                   |
| 1987  | 16e : Sappada > Canazei                            | Jean-Claude Bagot                                                  | Col Sella                                 |
| 1989  | 14e : Misurina > Corvara in Badia                  | Roberto Conti                                                      | Canazei                                   |
| 1990  | 16e : Dobbiaco > Col Pordoi                        | Maurizio Vandelli (1er passage) Charly Mottet (arrivée)            | Col Sella (1er passage) Canazei (arrivée) |
| 1991  | 17e : Selva di Val Gardena > Col Pordoi            | Franco Vona (1er passage) Franco Chioccioli (arrivée)              | Canazei (2 fois)                          |
| 1992  | 14e : Corvara in Badia > Monte Bondone             | Claudio Chiappucci                                                 | Arabba                                    |
| 1993  | 14e : Corvara in Badia > Corvara in Badia          | Miguel Indurain (1er passage) Franco Vona (2e passage)             | Canazei (2 fois)                          |
| 1996  | 20e : Marostica > Col Pordoi                       | Mariano Piccoli (1er passage) Enrico Zaina (arrivée)               | Canazei (2 fois)                          |
| 1997  | 19e : Predazzo > Falzes                            | José Jaime González                                                | Col Sella                                 |
| 2001  | 13e : Montebelluna > Col Pordoi                    | Freddy González (1er passage) Julio Alberto Pérez Cuapio (arrivée) | Canazei (2 fois)                          |
| 2002  | 16e : Conegliano > Corvara in Badia                | Julio Alberto Pérez Cuapio                                         | Canazei                                   |
| 2006  | 19e : Pordenone > Col de San Pellegrino            | Fortunato Baliani                                                  | Canazei                                   |
| 2008  | 15e : Arabba > Passo Fedaia                        | Emanuele Sella                                                     | Arabba                                    |
| 2016  | 14e : Farra d'Alpago > Corvara in Badia            | Damiano Cunego                                                     | Arabba                                    |
| 2017  | 20e : Moena > Ortisei                              | Diego Rosa                                                         | Canazei                                   |
| 2022  | 20e : Belluno > Marmolada                          | Alessandro Covi                                                    | Canazei                                   |

- Cima Coppi

## Cimetière militaire

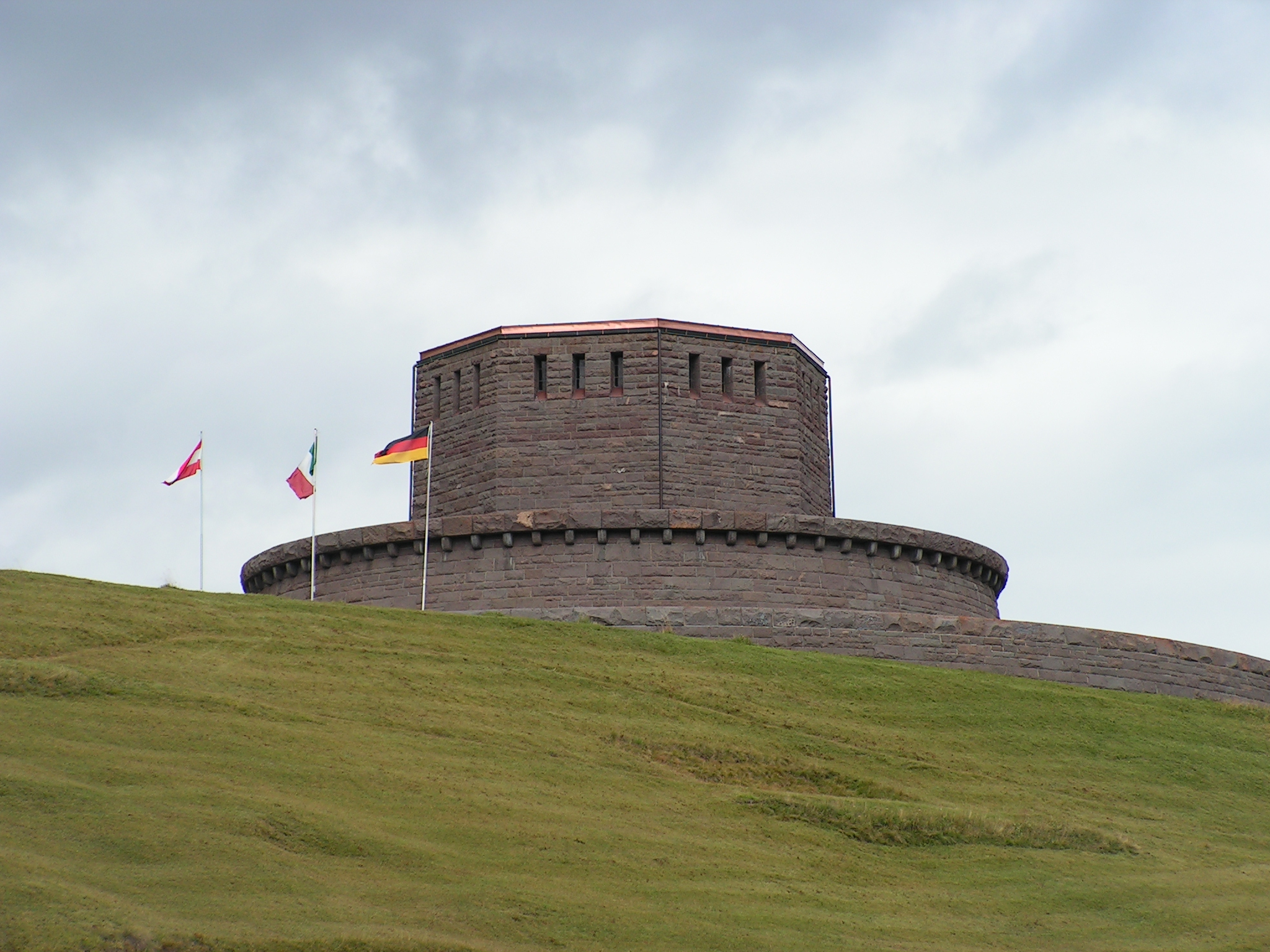
Le cimetière militaire du col Pordoi.

Le cimetière militaire allemand du col Pordoi est situé à environ 1,5 km à l'est du col et a été inauguré le 19 septembre 1959.
Dans le cimetière, se trouvent 8 582 cadavres d'Allemands et d'Autrichiens — plus précisément 454 de l'armée allemande et 8 128 de l'armée austro-hongroise — tombés pendant la Première Guerre mondiale et 847 cadavres de la Seconde Guerre mondiale.